# Pogonatum undulatum
Pogonatum undulatum là một loài Rêu trong họ Polytrichaceae. Loài này được (Hedw.) Opiz miêu tả khoa học đầu tiên năm 1827.